# James Gorman

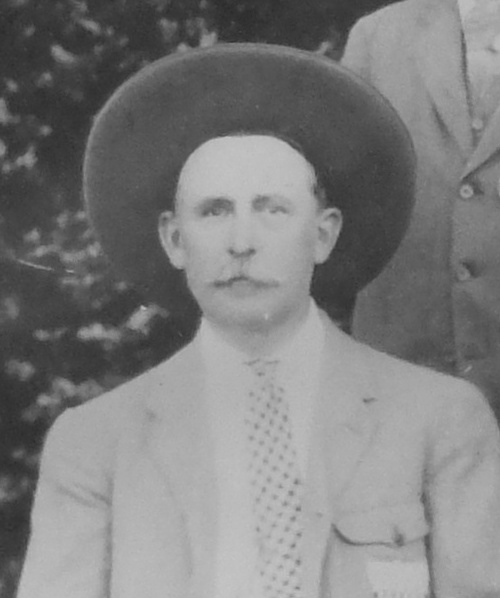
Imatge de James Gorman als Jocs Olímpics.

James Edward "Jim" Gorman (Bilston, West Midlands, Anglaterra, 30 de gener de 1859 – San Francisco, Califòrnia, 2 de novembre de 1929) va ser un tirador estatunidenc que va competir a cavall del segle xix i el segle xx.
El 1908 va prendre part en els Jocs Olímpics de Londres, on disputà dues proves del programa de tir. En la prova de pistola individual guanyà la medalla d'or, mentre en la de pistola lliure per equips guanyà la de bronze.